# جاده ئی۹۴ اروپا
جاده ئی۹۴ اروپا (به انگلیسی: European route E94) یکی از جاده‌های اصلی قاره اروپا است که در کشور یونان قرار دارد.
این جاده که از شهر کورینتوس شروع شده، در شهر آتن به پایان می‌رسد و ۸۳ کیلومتر مسافت دارد.

## نگارخانه

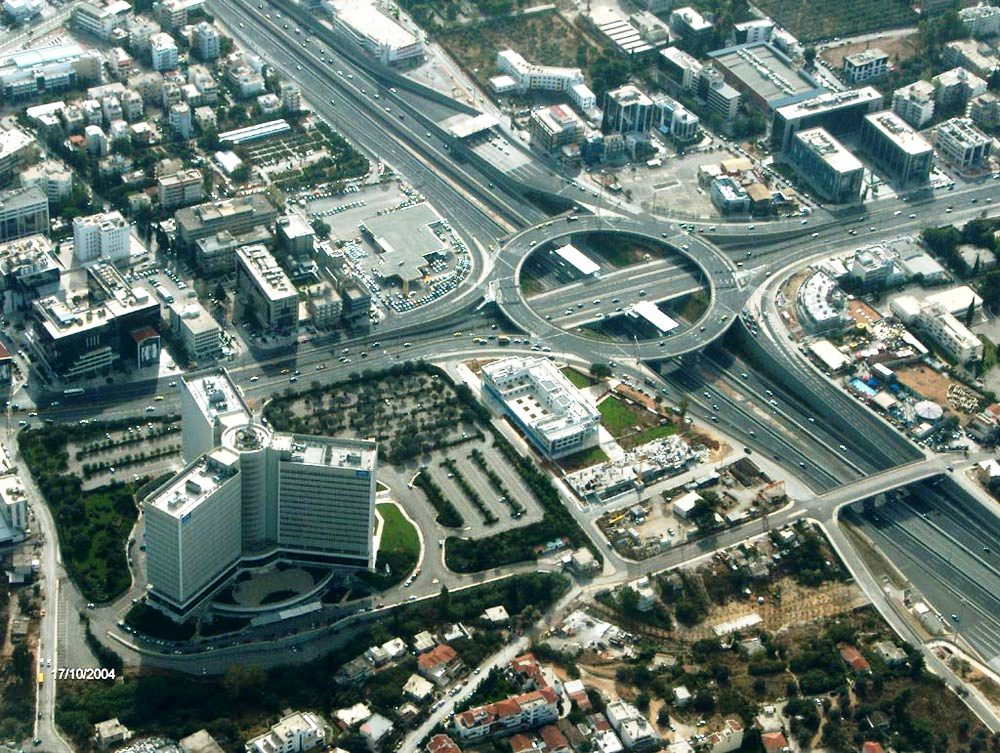
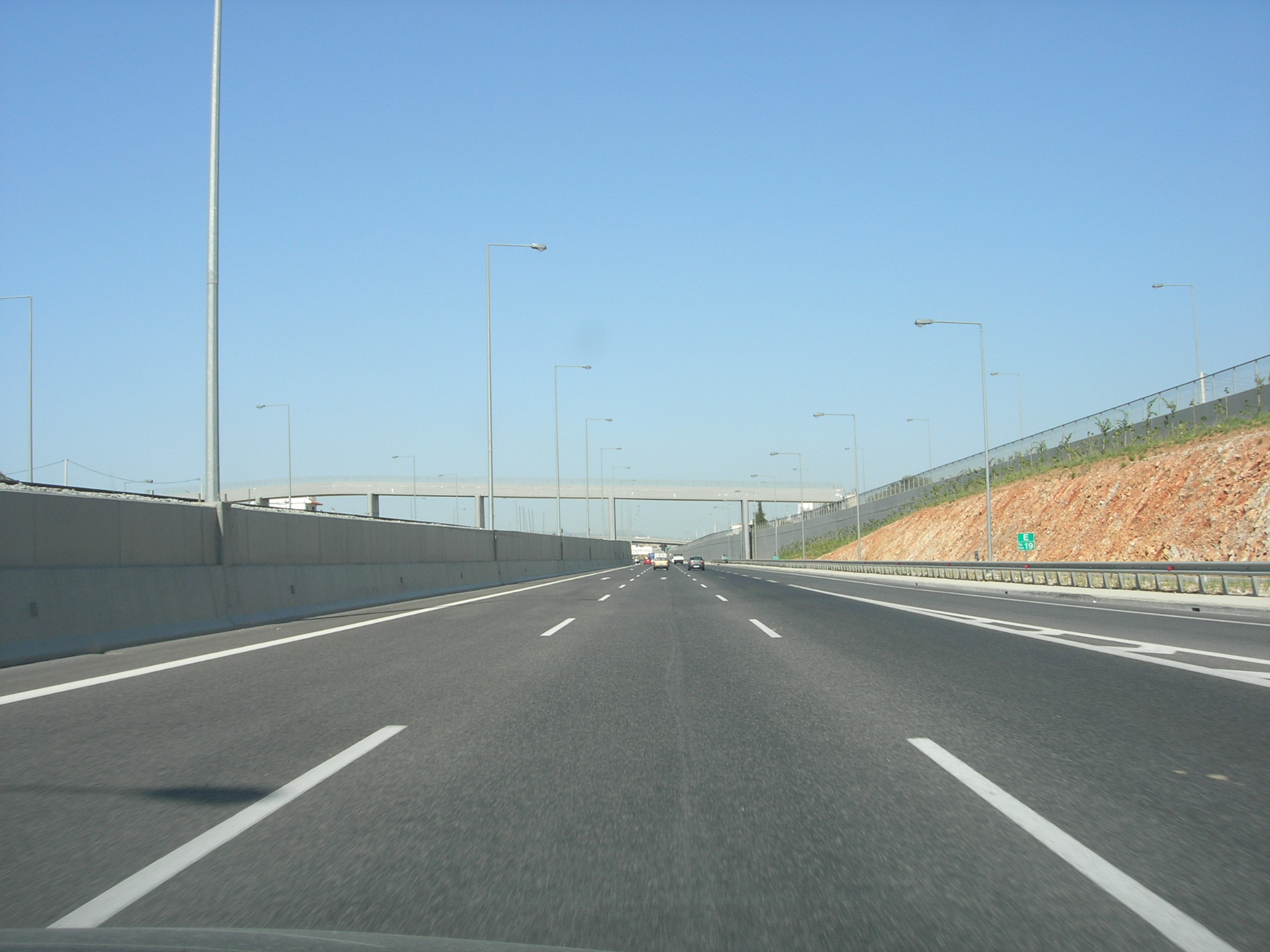
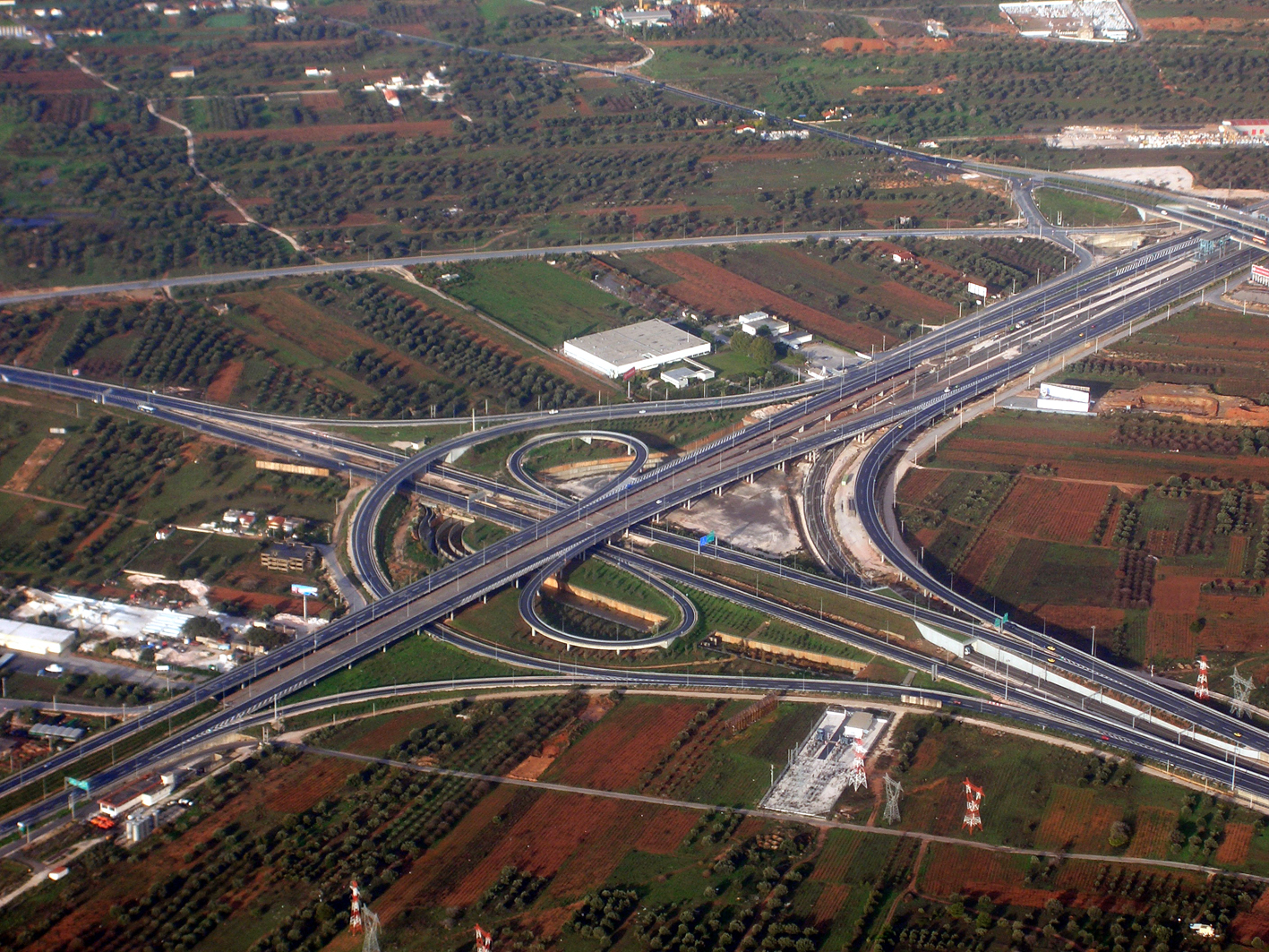
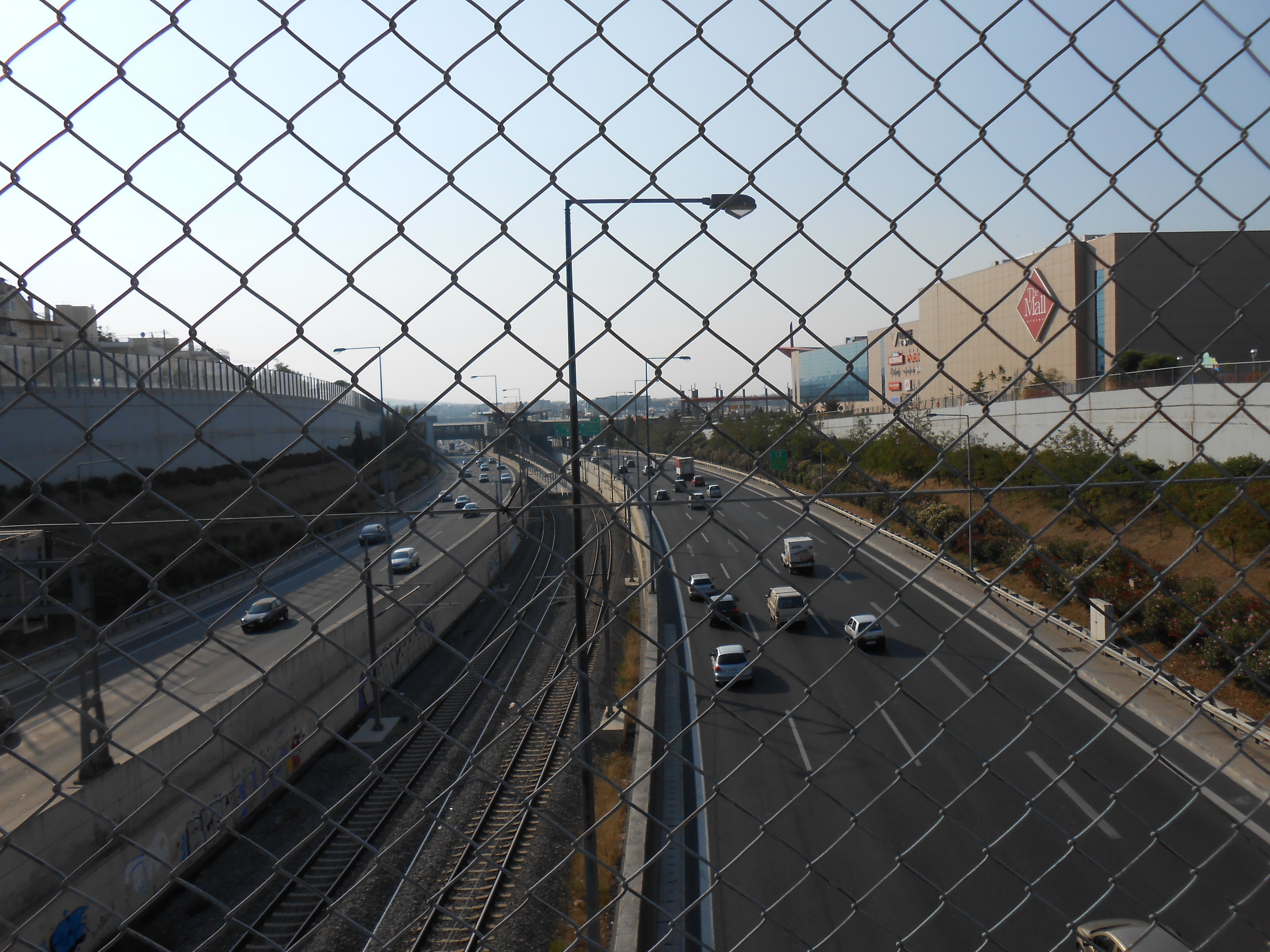